# Prométhée (réseau)
Pour les articles homonymes, voir Parsifal (homonymie) et Prométhée (homonymie).
Ne pas confondre avec Geoffrey Parker, alias Parsifal, agent britannique du SOE.
Prométhée, puis Parsifal, Périclès, Phidias et Praxitèle sont les différents noms de code d'une centrale de renseignement de la Résistance intérieure française, qui fonctionne en zone occupée de mars 1943 à août 1944.

## Histoire
Cette centrale, tout comme son aînée, la centrale Coligny, a été installée en France à la demande du BCRA, pour recueillir et transmettre par radio les informations de nombreux réseaux de résistance de la zone occupée. Pour éviter à la fois de surcharger Coligny et le LTAMR, déjà bien sollicités, mais également pour des raisons de sécurité, elle va traiter spécifiquement les messages des réseaux Manipule, Turma, Legio, Curie, Luth, Gulliver et Vélite, créés pour la plupart à la suite de la mission Arquebuse-Brumaire. Elle est dirigée au départ par deux proches du colonel Passy, Guy Duboÿs (Chevalier - puis Prométhée) et Jean Guyot (Gallois). Elle dispose de 6 postes-émetteurs, de 4 centres d'émission et d'environ 200 000 francs de budget mensuel.

### Prométhée(mars - mai 1943)
Deux mois après son arrivée, Duboÿs est arrêté. Guyot, qui désormais porte le pseudo de Vasco, reprend le service le temps que Londres nomme un remplaçant : c'est le chef du réseau Gulliver, Robert Teinturier, qui prend la suite.

### Parsifal(mai - octobre 1943)
Robert Tainturier, qui a donc pris le pseudo Parsifal, met en œuvre plusieurs envois de courrier, remarqués par leur qualité et leur importance. Concernant le réseau d'opérations aériennes et les émissions radio, le réseau Ronsard a plus de mal à les mettre en place. Aussi Parsifal doit passer par le système d'envoi de la Confrérie Notre-Dame, préférant ne pas multiplier les contacts avec Coligny.
Le 6 octobre, alors que Vasco est à Londres en stage, Robert Tainturier est arrêté à la suite de l'infiltration d'un agent double dans un des réseaux partenaires. La centrale du réseau Ronsard est saisie, et Parsifal est donc interpellé. Vasco rentre en France le 17 octobre, et remonte la centrale en en prenant la tête.
De son côté, Robert Tainturier est interrogé par les agents français de l'Abwehr Christian Masuy et Bernard Fallot. Le chef de Parsifal garde le silence sous la torture, mais blessé dans son ego par le dédain simulé de ses tortionnaires, leur décrit l'ensemble des liaisons de son réseau. Il leur livre également les informations qu'il possède concernant Coligny et le LTAMR, dont un grand nombre de noms (notamment celui de Robert Bacqué, alias Tilden, chef radio de la CND, qui collabore rapidement, brisant temporairement la Confrérie Notre-Dame par les quatre-vingt dix arrestations qu'il arrange).

### Périclès(octobre 1943 - janvier 1944)
Guyot change à nouveau de pseudonyme pour prendre celui de Périclès. Sans avoir repris contact avec la CND, s'estimant lui-même trop compromis par l'arrestation de sa fiancée, il rassemble les radios survivants de Ronsard (dont le chef a pu rejoindre Londres), contacte à nouveau les réseaux partenaires et reprend les émissions vers Londres. Il ajoute même le réseau Éleuthère à ceux dont il traite déjà les messages.
En décembre 1943, lors d'un de ses voyages entre France et Royaume-Uni, le capitaine Yeo-Thomas transporte les six dernières semaines de rapports confiés au réseau et qui ne peuvent plus être transmis par la voie habituelle (tous ses radios ayant été arrêtés).
Après l'arrestation de Tilden, qui entraîne la destruction de la Confrérie Notre-Dame, Périclès est contacté par les survivants de la Confrérie en zone nord, et qui réorganisent leurs troupes restantes sous le nom de Castille.

### Phidias(février - mars 1944)
Guyot étant très recherché par la Gestapo, il doit repartir pour Londres le plus tôt possible, une fois sa mission effectuée. La direction de la centrale est donc confiée en février à Fernand Gane, alias Icare, chef du réseau Phalanx en zone sud. Gane prend le nom de code Phidias et gère indépendamment les deux réseaux. Guyot repart le 9 février, mais fin mars, une descente de la Gestapo dans l'immeuble occupé par la centrale oblige Icare à fuir en zone sud.

### Praxitèle(avril - août 1944)
Pierre Sérandour, alias Praxitèle, est le dernier chef de la centrale. Pierre Saury, homme de confiance de Bousquet, en est devenu agent à partir du 1er avril 1944.